# Гамон, Жан-Луи
Жан-Луи Гамо́н (фр. Jean-Louis Hamon; 5 мая 1821 — 29 мая 1874) — французский художник, ученик П. Делароша и Глейра.

## Биография
Родился в Плуа (ныне департамент Кот-д’Армор) в 1821 году. В 1840 году отправился в Париж, где получил поддержку от Поля Делароша и Шарля Глейра. В 1848 году выставил несколько своих работ в Парижском салоне. Некоторое время работал дизайнером на заводе по производству фарфора. В 1851 году выставлял свои работы на Всемирной выставке в Лондоне.
Гамон писал картины античного быта и порой аллегорического содержания, выводя в них на сцену грациозные, преимущественно женские и детские фигуры, похожие скорее на воздушные, бестелесные призраки, но одушевлённые неподдельным выражением и чувством.

## Творчество
Главные произведения:
- «Человеческая комедия» (1852),
- «Сестры нет дома» (самая удачная из картин Гамона, 1853),
- «Это не мы!» (1855),
- «Фокусник» (1861),
- аллегории «Рассвет» и «Сумерки» (1864),
- «Караульщица амуров» (1864),
- «Печальный берег» (1873).

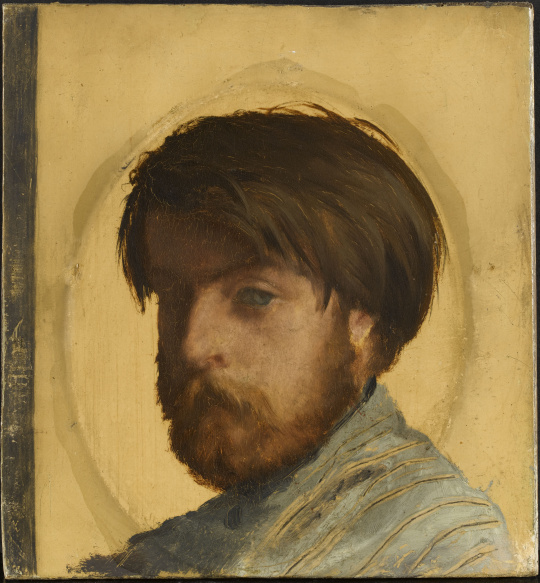
Портрет художника Огюста Тульмуша
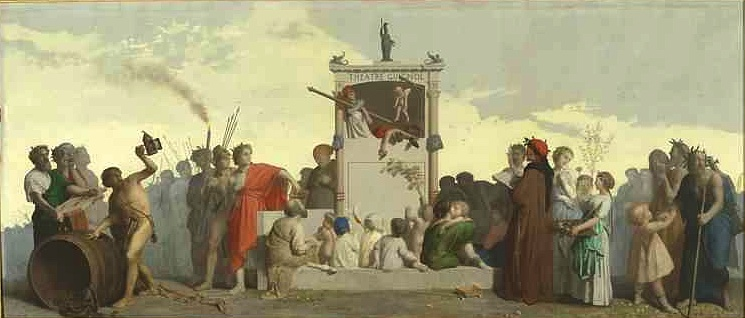
«Человеческая комедия» (1852)
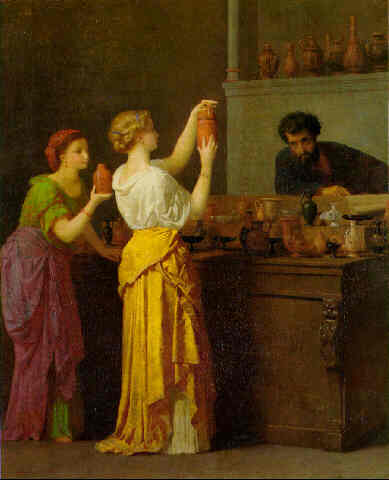
«В гончарной лавке (Помпеи)» (1860)
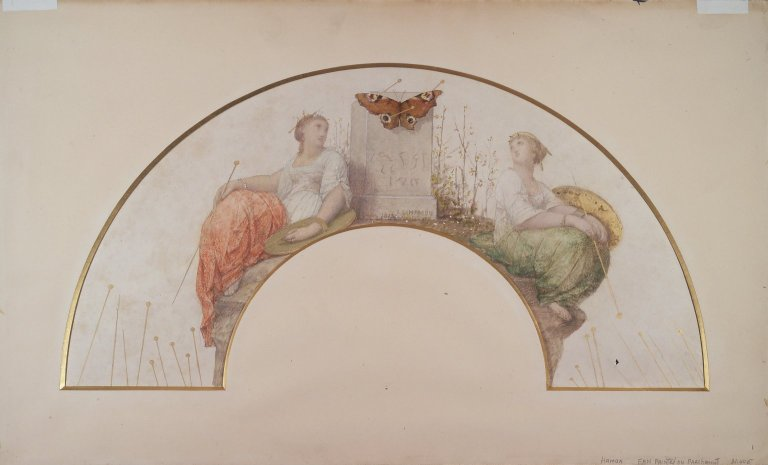
«Энтомолог» (дизайн веера, ок. 1872)